# Жужана Ловас
Жужана Ловас (мађ. Lovász Zsuzsanna; р. 17. децембар 1976, Мађарска) је мађарска рукометашица која је играла за репрезентацију Мађарске на првенству Европе 2002 и светском првенству 2003.

## Спортска биографија
Жужа Ловас игра у ЖРК Ходмезевашархељ (Hódmezővásárhelyi NKC), из Ходмезевашархеља у Мађарској.
За рукометну репрезентацију Мађарске је на интернационалним такмићењима је први пут заиграла 2002. године. На првенству Европе у рукомету за жене са репрезентацијом је освојила пето место. Већ 2003. године на светском првенству одржаном у Хрватској са репрезентацијом је догурала до друге позиције и сребрне медаље. На светском првенству је била пета на листи стрелаца са 48 голова и са 70% пуцачке успешности. На том првенству прво место и титулу најбољег стрелца је понела њена колегиница из репрезентације Бојана Радуловић.
Рукомет је на кратко морала 2004. да напусти, због повреде колена, али се већ 2008. године вратила и у репрезентацију.

## Признања

### Клупски ниво
- ЕХФ-куп финале: 2002[2]
- Првенство Мађарске:
  - Шампион: 2004
  - 2. место: 2005, 2008
  - 3. место: 2006, 2007
- Куп Мађарске
  - Победник: 2004
  - 2. место: 2008
  - 3. место: 2007

#### Пласман са клубом по сезонама
| Година    | Тим         | Позиција | Држава   |
| --------- | ----------- | -------- | -------- |
| 1997-1998 | ЖРК Вашаш   | 4.       | Мађарска |
| 1998-1999 | ЖРК Вашаш   | 7.       | Мађарска |
| 1999-2000 | ЖРК Кефем   | 5.       | Мађарска |
| 2000-2001 | ЖРК Ђер     | 3.       | Мађарска |
| 2001-2002 | ЖРК Ђер     | 3.       | Мађарска |
| 2002-2003 | ЖРК Ђер     | 3.       | Мађарска |
| 2003-2004 | ЖРК Дунафер | 1.       | Мађарска |
| 2004-2005 | ЖРК Дунафер | 2.       | Мађарска |

### Репрезентација
- Светско првенство: Сребрна медаља: 2003
- Европско првенство: Бронзана медаља: 2002
- Олимпијске игре: Пето место: 2004